# Grenzstein (Bad Suderode)

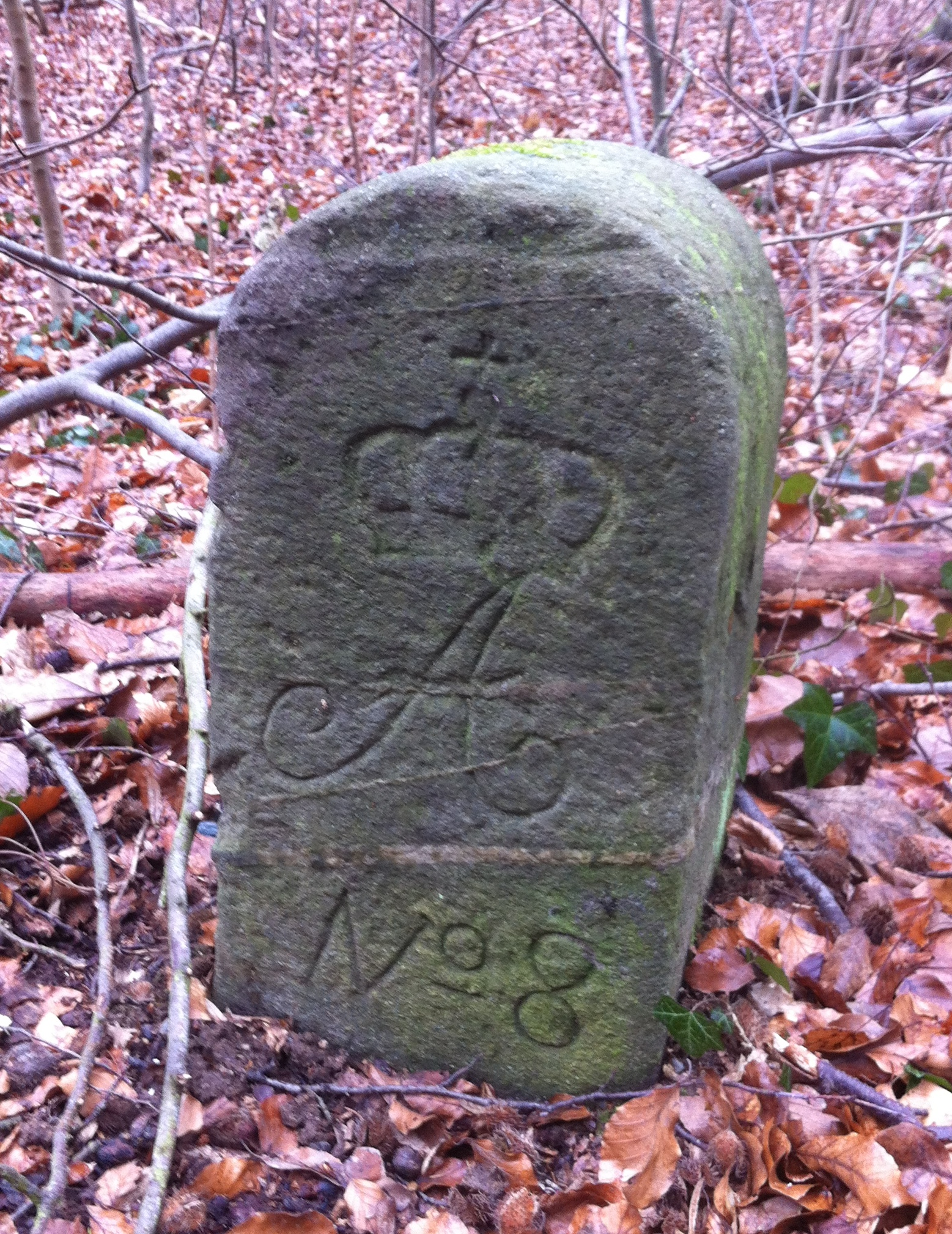
Grenzstein

Der Grenzstein ist ein denkmalgeschützter Grenzstein im zur Stadt Quedlinburg gehörenden Ortsteil Bad Suderode in Sachsen-Anhalt.

## Lage
Der im örtlichen Denkmalverzeichnis eingetragene Grenzstein befindet sich südlich der Kuranlage Bad Suderode, südlich des Orts in unmittelbarer Nähe des Kaltentalbachs.

## Anlage und Geschichte
Der Stein markiert den ehemaligen Grenzverlauf zwischen Preußen und Anhalt aus dem Jahr 1708. Er ist als Pfeiler aus Naturstein gefertigt und schließt nach oben mit einer Rundung ab. Der Stein ist mit No. 8 nummeriert. Er trug auf beiden Seiten Hoheitszeichen. Heute ist auf einer Seite unter einer Krone das A für Anhalt noch gut zu erkennen.
In der Umgebung befinden sich noch weitere, ähnlich gestaltete Grenzsteine.